# Johanna von Monkiewitsch
Johanna von Monkiewitsch (* 10. Oktober 1979 in Rom, Italien) ist eine zeitgenössische deutsche Künstlerin, die sich überwiegend mit Installations- und Objektkunst befasst, jedoch auch Fotografien, Zeichnungen, Leinwandarbeiten und Videoinstallationen erstellt. 
Vater: Lienhard von Monkiewitsch.

## Leben
Johanna von Monkiewitsch studierte von 2000 bis 2007 an der Hochschule für Bildende Künste Braunschweig. 2007 war sie Meisterschülerin bei Heinz-Günter Prager. Von 2017 bis 2019 hatte sie einen Lehrauftrag an der Kunstakademie Düsseldorf inne. Johanna von Monkiewitsch wird seit 2013 von der Galerie Berthold Pott in Köln vertreten.

## Künstlerisches Werk
Die Künstlerin Johanna von Monkiewitsch beschäftigt sich in ihren Arbeiten unter anderem mit der Frage nach Abbild und Wirklichkeit. Vor allem interessiert sie dabei die Materialisierung des Lichts. Ihr künstlerisches Werk umfasst bildhauerische Arbeiten, Installationen, Fotografie sowie Leinwand- und Videoarbeiten. Dabei treten wenige Elemente immer wieder in Erscheinung: Papier etwa, auf dem ein Farbreflex oder ein Schatten zu sehen ist; eine Lichtinstallation, die abgefilmtes Sonnenlicht auf die Wand projiziert oder sich durch den Raum bewegen lässt; oder auch Betonreliefe, auf die jeweils eine Fläche mit Pigment aufgetragen wurde, deren Form dem Schattenwurf des Reliefs selbst entspricht.

## Ausstellungen (Auswahl)
Einzelausstellungen (Auswahl):
- 2020  Qi  Kunstverein Bochum, Bochum
- 2021  From different places Kunsthalle Bremerhaven, Bremerhaven (Monografie)
- 2022  9 to 5  Berthold Pott Gallery, Köln
- 2023  Hand – Tag – Auge – Zeit  MMIII Kunstverein Mönchengladbach e.V.
- 2023  Torrid sun  Johanna von Monkiewitsch & Phillip Naujoks, KOP.12, Essen (Duo)
- 2024  gegen den Himmel. contre le ciel (Jef Verheyen I von Monkiewitsch) Museum Morsbroich, Leverkusen
- 2024  Johanna von Monkiewitsch. Was der Fall ist Leopold-Hoesch-Museum, Düren
- 2024  Guy Mees / Johanna von Monkiewitsch, Gallery Sofie Van de Velde, Antwerpen
- 2025  Embodies. Johanna von Monkiewitsch, Kunststation St. Peter, Köln

Gruppenausstellungen (Auswahl):
- 2013  Nordwestkunst Kunsthalle Wilhelmshaven, Wilhelmshaven
- 2013  Wahlverwandschaften Kunstmuseum Villa Zanders, Bergisch Gladbach
- 2014  Die Große Museum Kunstpalast, Düsseldorf
- 2014  Die Kunst der Faltung Museum für Konkrete Kunst, Ingolstadt
- 2015  Die Kunst der Faltung  Museum Kunstraum Alexander Bürkle, Freiburg
- 2016  form folgt  Museum Kunstraum Alexander Bürkle, Freiburg
- 2017  Portrait/Copy  MUVE Programm der Museen zur Biennale von Venedig 2017, Museum Ca’Rezzonico, Venedig
- 2019  "Entering Permanent Welt Attrappe", Haus am Lützowplatz, Berlin
- 2020  Nur nichts anbrennen lassen  Neupräsentation der Sammlung, Kunstmuseum Bonn, Bonn
- 2022  nearby Kunstmuseum PEAC, Freiburg
- 2023  Die Große Kunstpalast Düsseldorf, Düsseldorf
- 2023  Neighbours  Stories Unfold; Rubens Castle, Zemst, Belgium
- 2024  Glückliche Tage, Museum unter Tage, Bochum
- 2024  On the other side  Fondation CAB, Brüssel
- 2024  Papierarbeiten/Works on paper (Sammlungspräsentation) Germanisches Nationalmuseum, Nürnberg

## Stipendien
Johanna von Monkiewitsch hatte von 2007 bis 2010 das Atelier-Stipendium des Kölnischen Kunstvereins, Köln inne. 2007 wurde sie mit dem Arbeitsstipendium der Stiftung Kunstfonds ausgezeichnet und war 2016 Stipendiatin des Deutschen Studienzentrums in Venedig. Sie erhielt 2020/21 das Bremerhaven-Stipendium mit Einzelausstellung in der Kunsthalle Bremerhaven. 2023 erhielt Johanna von Monkiewitsch von der Stiftung Kunstfonds das NEUSTARTplus-Stipendium.